# Грайливий поцілунок
Грайливий поцілунок (англ. Playful Kiss, кор. 장난스런 키스) — популярний південнокорейський серіал (теледрама, дорама) виробництва режисерів Хван Ін Рве та Кім Дон Хьон.
Дорама складається з 16 серій, та 7 спецвипусків на YouTube. Середня тривалість кожної серії — 60 хвилин. Прем'єра серіалу відбулася 1 вересня 2010 року.

## Сюжет
О Ха Ні — проста, незграбна дівчина, у якої немає особливих талантів. Вона закохується в найкрасивішого та найрозумнішого в школі хлопця Бек Син Чжо. Вона вирішує написати йому любовного листа, сподіваючись, що він відповість на її почуття. Але отримавши послання, Син Чжо висміює її перед усією школою.
Найгірше ж трапляється тоді, коли після землетрусу її новий будинок перетворюється на руїни і їй немає де жити. Давній друг її батька пропонує їм пожити в нього. Однак О Ха Ні дізнається, що друг її батька — це батько Бек Син Чжо і відтепер їм доведеться жити під одним дахом. Зарозумілий і холодний Бек Син Чжо зовсім цьому не радий і чіпляється до неї з приводу і без.
Здається, що у дівчини немає жодного шансу здобути прихильність Бек Син Чжо, але так просто вона не поступиться.

## У ролях
- Кім Хьон Джун — Бек Син Чжо
- Чон Со Мін — О Ха Ні
- Лі Те Сун — Бон Чжун Гу
- Джан А Юн — Хон Чжан Мі

- Чоі Вон Хон — Бек Ин Чжо (молодший брат Бек Син Чжо)
- Кан Нам Гіл — О Гі Дон (батько Ха Ні)
- О Кун Со — Бек Су Чхан(батько Син Чжо)
- Юн Сон А — Ко Мін А (подруга Ха Ні)
- Хон Юн Хва — Чжон Чжу Рі (подруга Ха Ні)
- Хван Хо Юн — Сон Ган І (вчитель Ха Ні)
- Кан До — Сон Чжі О (вчитель Син Чжо)